# Jacques Dupont (ministre)
 (avril 2014).
Si vous disposez d'ouvrages ou d'articles de référence ou si vous connaissez des sites web de qualité traitant du thème abordé ici, merci de compléter l'article en donnant les références utiles à sa vérifiabilité et en les liant à la section « Notes et références ».
 (avril 2014).
Pour les articles homonymes, voir Jacques Dupont.
Jacques Pierre Dupont, né le 22 octobre 1929 à Troyes dans l'Aube et mort le 9 novembre 2002 à Paris 13e, est un diplomate français. Il est ministre d'État de la principauté de Monaco de 1991 à 1994.

## Biographie

### Études et service militaire
Il est élève de l'Institut d’études politiques de Paris (Science-Po) puis de l’École nationale d’administration (promotion Félix Eboué 1954).
Après une formation d’officier de cavalerie à Saumur en 1954, il effectue son service en Allemagne, à Tübingen en 1955. Avec le grade de sous-lieutenant, il intègre le 12e régiment de cuirassiers en tant que chef d’un peloton de chars Patton.

## Carrière au sein du ministère français des Affaires étrangères (1954–1994)
- 1954–56 : à la disposition de la résidence générale au Maroc, il est nommé contrôleur civile adjoint
- 1956–57 : Paris, à l’administration centrale (affaire marocaines et tunisiennes)
- 1957–58 : affaires culturelles et techniques (DGRC)
- 1958–62 : attaché puis deuxième secrétaire d’ambassade à Washington
- 1962–63 : premier secrétaire à Athènes
- 1963–66 : premier secrétaire à Rome (Quirinal)
- 1966–68 : premier conseiller à Saïgon, chef de la mission universitaire et culturelle française au Viêt Nam du Sud
- 1969–73 : Paris, sous-directeur à l’administration centrale (information et presse).
- 1973–77 : premier conseiller à Tunis.
- 1977–79 : Ministre Conseiller à Moscou.
- 1979–82 : Paris, directeur adjoint des affaires politiques.
- 1982–86 : ambassadeur de France en Israël.
- 1986–87 : Paris, chef de la mission française chargée de la privatisation de TMC-RMC. Puis New-York, chef de la délégation française à l’ONU (3 mois).
- 1988–91 : ambassadeur de France en Afrique du Sud (Le Cap et Prétoria). Il est le premier ambassadeur à rencontrer Nelson Mandela lors de sa sortie de prison le 10 février 1990.
- 1991–1994 : ministre d'État de la principauté de Monaco, détaché par la France.

## Décorations et médailles
- Chevalier de l’Ordre National du Mérite, 1964.
- Cavaliere dell’ordine al Merito della Repubblica Italiana, le 03/03/67 (Italie).
- Chevalier de la Légion d’Honneur, le 09/07/76.
- Officier de l’Ordre National du Mérite, le 10/07/82.
- Officier de la Légion d’Honneur, 1991.
- Grand officier de L’ordre de Saint Charles, le 24/11/94 (Monaco).